# Спілка студентів-українців у Німеччині
Спі́лка студе́нтів-украї́нців у Німеччи́ні — перша українська студентська організація в Німеччині, постала 1921 з центром у Берліні; мала 11 філій і понад 180 членів (1923).
Впродовж 1923—1933 Спілка мала близько 400 студентів, з яких 140 закінчило студії. У 1930-х pp. діяльність Спілки поступово занепала. Після Другої світової війни українськими студентами було засновано Союз українських студентів у Німеччині.